# Avenir sportif de Soliman
 (novembre 2022).
Si vous disposez d'ouvrages ou d'articles de référence ou si vous connaissez des sites web de qualité traitant du thème abordé ici, merci de compléter l'article en donnant les références utiles à sa vérifiabilité et en les liant à la section « Notes et références ».
Maillots
Actualités
Dernière mise à jour : 21 novembre 2023.
L'Avenir sportif de Soliman (arabe : المستقبل الرياضي بسليمان), plus couramment abrégé en AS Soliman, est un club tunisien de football fondé en 1960 et basé dans la ville de Soliman.
Créé sous le nom d'Avenir populaire de Soliman, il a gardé cette appellation jusqu'en 2009, avant d'adopter son nom actuel.
Il évolue durant la saison 2017-2018 en Ligue II puis, durant la saison 2018-2019, en Ligue I.

## Historique
La ville de Soliman crée son premier club de football en 1946 sous le nom d’Étoile sportive andalouse de Soliman (ESAS) mais ce club ne reste actif que pendant quatre ans et disparaît en 1950 malgré ses bonnes performances qui l’ont propulsé de la division 6 à la division 3. La liste des membres de son comité directeur publié par La Dépêche tunisienne en 1947 est la suivante :
- Président : Mokhtar Azaiez ;
- Vice-présidents : Mahmoud Larabi et Mahmoud Rachiko ;
- Secrétaire général : Mohamed Meddeb ;
- Secrétaire général adjoint : Mongi Chahed ;
- Trésorier : Ali Saadani ;
- Trésorier adjoint : Abdelhamid Ben Aicha ;
- Assesseurs : Chedly Mokline, ainsi que Gharbi, Boulabiar, Zaddar et Dallagi (dont les prénoms ne sont pas indiqués) ;
- Directeurs sportifs : Slaheddine Bouslama et Khelifa Chelly.

Il faut attendre 1960 pour voir naître un nouveau club à Soliman, l’Avenir populaire de Soliman, qui ne tarde pas à remporter le championnat de division 4 du cap Bon sous la présidence de Mustapha Ayed et la direction technique de Chedly Ben Sliman. Depuis, le club connaît des hauts et des bas et évolue dans différentes régions selon les classifications.
Sa première accession en division 2 (Ligue II) est obtenue en 1982, grâce à un effectif composé notamment de : Jamel Ghalleb, Azaiez Mokline, Faouzi Hajri, Mohamed Kenzari, Andelkader S’habou, Brahim Jebali, Imed Ghalleb, Naceur Chatti, Sami Saidani, Mohamed Ben Dhiab, Habib Mokline, Abderarzak Khammar et Chaker Soltani.
En 2016, le député de Nidaa Tounes, Walid Jalled, en prend la présidence avec l’aide financière du président de l’Espérance sportive de Tunis, Hamdi Meddeb, dont les usines sont installées à Soliman. Il le dote alors des moyens lui permettant de retrouver la Ligue II.

## Écusson

Logo ancien.
Logo actuel.

## Stade
L'Avenir sportif de Soliman a longtemps joué ses matchs à domicile au stade municipal de Soliman doté de 2 000 places.

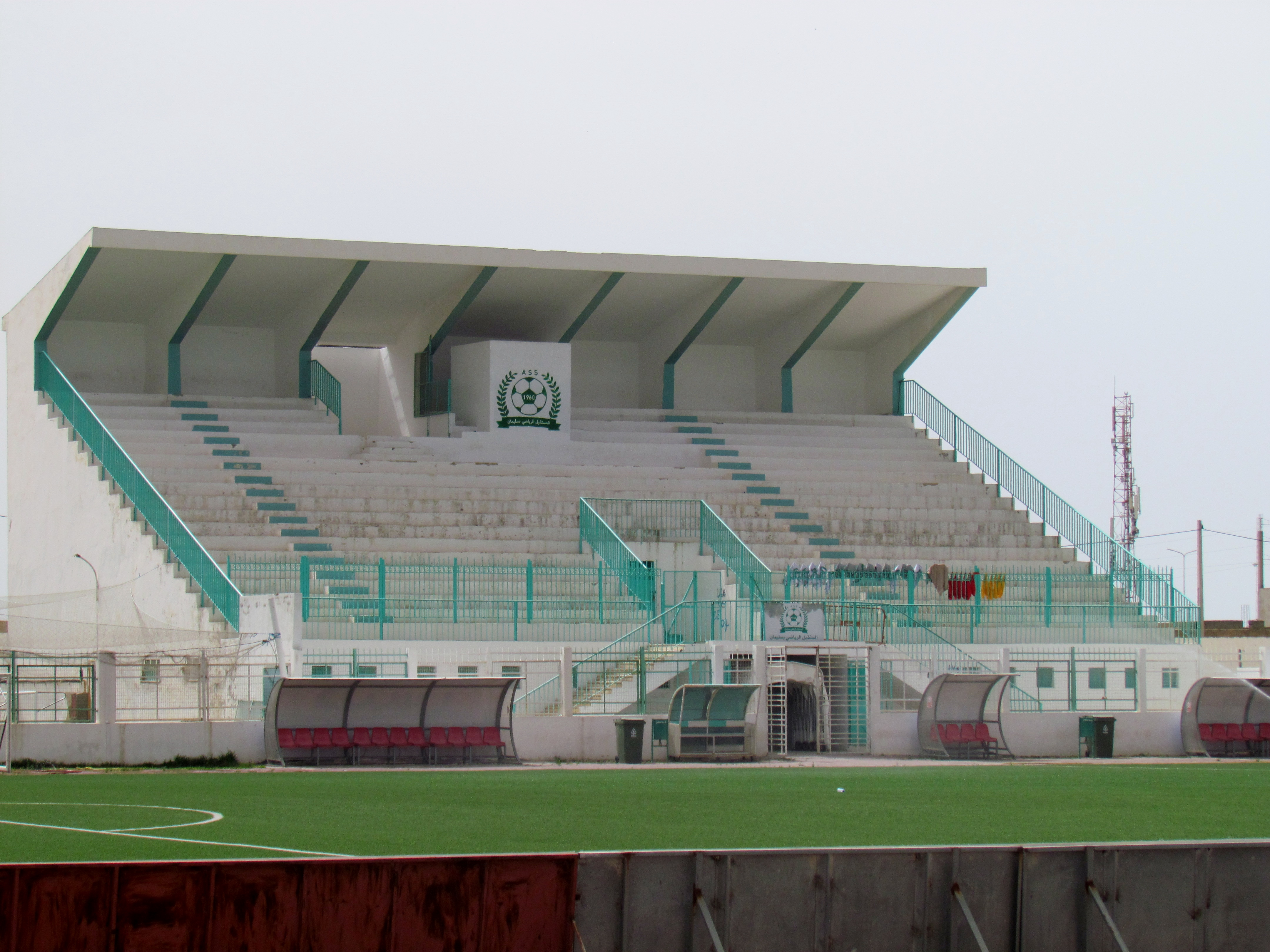
Gradin principal.

## Palmarès et bilan

### Palmarès
| \| - Championnat de Ligue II (1) : - Champion : 2019[2] - Championnat de Ligue III (2) : - Champion : 1982 et 2017 (poule Cap Bon) - Championnat de Ligue IV (3) : - Champion : 1965, 1991 et 2013 (poule Cap Bon) \| \| - Championnat de Ligue V (1) : - Champion : 2007 (poule Tunis-Cap Bon) \| |  |                                                                        |
| - Championnat de Ligue II (1) : - Champion : 2019 - Championnat de Ligue III (2) : - Champion : 1982 et 2017 (poule Cap Bon) - Championnat de Ligue IV (3) : - Champion : 1965, 1991 et 2013 (poule Cap Bon)                                                                                       |  | - Championnat de Ligue V (1) : - Champion : 2007 (poule Tunis-Cap Bon) |

### Parcours
- 1960-1965 : Division 4 Cap Bon
- 1965-1977 : Division 3 Nord
- 1977-1978 : Division 4 Cap Bon
- 1978-1982 : Division 3 Cap Bon
- 1982-1985 : Division 2 Centre Cap Bon
- 1985-1989 : Division 3 Tunis/Cap Bon (niveau 3)
- 1989-1991 : Ligue régionale Cap Bon (niveau 4)
- 1991-1993 : Division 2 Nord (niveau 3)
- 1993-1995 : Division 2 Nord (niveau 4)
- 1995-1999 : Division 1 Nord (niveau 3)
- 1999-2001 : Division 1 Tunis/Cap Bon (niveau 5)
- 2001-2003 : gel des activités
- 2003-2007 : Division 1 Tunis/Cap Bon (niveau 5)
- 2007-2012 : Division d’honneur Centre puis Tunis/Nord-Est (niveau 4)
- 2012-2013 : Ligue régionale Cap Bon
- 2013-2017 : Ligue III Centre puis Nord puis Ouest/Cap Bon
- depuis 2017 : Ligue II

## Personnalités

### Présidents
- Mustapha Ayed
- Chaker Azaiez
- 2005-2006 : Brahim Ben Frikha
- 2006-2007 : Abderrazak Mokline
- 2007-2009 : Néjib Mokline
- 2009-2011 : Abderrazak Mokline
- 2011-2015 : Salah Dakhlaoui
- 2015-2016 : Mohamed Touati
- 2016-2023 : Walid Jalled
- depuis 2023 : Amine Libersou[3]

### Entraîneurs
- 1965 : Chedly Ben Sliman
- 1967 : Ridha Bach Hamba
- 1970 : Rachid Berbeche
- 1971 : Abdelmajid Azaiez
- 1972 : Ridha Bach Hamba
- 1972-1973 : Naceur Limaiem
- 1973-1975 : Hedhili Fayala
- 1975-1976 : Rafik Ammar
- 1977-1979 : Abdelmajid Azaiez puis Taoufik Ben Slama
- 1979-1980 : Taoufik Ben Slama
- 1981-1983 : Ali Sraieb puis Rejeb Sayeh
- 1983-1984 : Rejeb Sayeh puis Mohamed Torkhani
- 1984-1985 : Ali Sraieb
- 1985-1986 : Mohamed Torkhani, Rafik Ammar puis Abdelkader S’habou
- 1986-1987 : Rafik Ammar, Belhassen Meriah puis Ali Sraieb
- 1987-1989 : Mahmoud Bacha
- 1991-1992 : Naceur Chatti
- 1992-1993 : Abdelwahab Hichri puis Ali Sraieb
- 1993-1994 : Mustapha Dallagi puis Tahar Ayari
- 1994-1995 : Faouzi Cheour, Tahar Ayari puis Ali Sraieb
- 1995-1996 : Chaker Meftah puis Tarek Belghith
- 1997-1998 : Tahar Ayari
- 1998-1999 : Tarek Belghith, Fethi Torkhani puis Abdelkader S’habou
- 1999-2000 : Georgi Gyurov puis Chaker Meftah
- 2000-2001 : Chaker Meftah, Naceur Chatti puis Abdelkader S’habou
- 2004-2008 : Allala Ben Younes
- 2008 : Abdelhalim Khammar
- 2008-2009 : Tarek Belghith, Fethi Torkhani puis Habib Jendoubi
- 2009-2010 : Habib Jendoubi
- 2010-2011 : Mahmoud Saadi
- 2011-2012 : Mabrouk Fehmi, Abdelkader S’habou et Walid Ben Haha, Allala Ben Younes puis Skander Toumi
- 2013-2014 : Mourad Gatri
- 2014-2015 : Ali Sraieb
- 2015-2016 : Tarek Belghith
- 2016-2017 : Mounir Chihi
- 2017-2020 : Chaker Meftah
- 2020-2021 : Sami Gafsi puis Yamen Zelfani (en)
- 2021-2022 : Mohamed Ali Maâlej, Chaker Meftah, Karim Arfaoui puis Yamen Zalfani
- 2022-2023 : Maher Guizani, Saïd Saïbi, Tarek Jani, Ferid Ben Belgacem (en), Lassaâd Maâmar (en)[4] puis Mohamed Tlemçani[5]
- 2023-2024 : Mohamed Ayari[6] puis Anis Boujelbene
- depuis 2024 : Wajdi Bouazzi[7], Souhaieb Zarrouk[8] puis Mohamed Tlemçani[9]